# Kdenlive
Kdenlive (KDE Non-Linear Video Editor) is een gratis en open-source niet-lineair videobewerkingsprogramma gebaseerd op het MLT-framework. De focus van Kdenlive ligt op flexibiliteit en gebruiksvriendelijkheid. Het project werd gestart door Jason Wood in 2002. Het programma wordt nu ontwikkeld door een klein team van ontwikkelaars.

## Functies
Kdenlive ondersteunt alle door FFmpeg-ondersteunde formaten (zoals QuickTime, AVI, WMV, MPEG en Flash Video) en ondersteunt ook beeldverhoudingen van 4:3 en 16:9 voor zowel PAL als NTSC en verschillende hd-standaarden, waaronder HDV en AVCHD. Video kan ook geëxporteerd worden naar DV-apparaten of geschreven worden naar een dvd met hoofdstukken en een simpel menu.

## Versiegeschiedenis
- 0.8: 30 april 2011
- 0.9: 15 mei 2012
- 20.04: 24 april 2020
- 22.12: 22 december 2022